# Averøy
Averøy is een gemeente en eiland in de Noorse provincie Møre og Romsdal. De gemeente telde 5856 inwoners in januari 2017.

## Plaatsen in de gemeente
- Bremsnes
- Bruhagen
- Folland
- Kjerkevågen
- Kårvåg
- Langøy
- Langøyneset
- Røsand
- Steinsgrenda
- Sveggen
- Utheim
- Vebenstad
- Øksenvågen

Ålesund · Aukra · Aure · Averøy ·  Fjord · Giske · Gjemnes · Haram · Hareid · Herøy · Hustadvika · Kristiansund ·  Molde · Ørsta · Rauma · Sande · Smøla · Stranda · Sula · Sunndal · Surnadal · Sykkylven · Tingvoll · Ulstein · Vanylven · Vestnes · Volda

Fylker van Noorwegen